# Mediterrane skove, skovområder og krat
Mediterrane skove, skovområder, og krat er biomer inden for de tempererede klimaområder. De er kendetegnet ved tørre, varme somre og milde, regnfulde vintre. Næsten alt nedbør falder om vinteren og ind i foråret. Økoregioner med disse forhold findes på vestkysten af kontinenterne henholdsvis nord og syd for vendekredsene, dvs. Middelhavsområdet, Californien (og det nordvestlige Mexico), det centrale Chile, det sydvestlige Australien og Kaplandet i Sydafrika.

## Overordnet beskrivelse
Disse regioner rummer en omfattende variation i biotoper og arter. Vegetationstyperne spænder fra skove til åbne skovstepper, savanner, kratområder og steppeagtige græsområder. Mosaiklandskaber er almindeligt forekommende og viser et billede, hvor de forskellige vegetationstyper er flettet ind mellem hinanden i sammensatte mønstre, der bestemmes af de stedlige jordbundsforhold, topografien, vindbelastningen og den dyrkningsmæssige forhistorie. De fem mediterrane klimaregioner fylder mindre end 5 % af landjorden, men de rummer ca. 48.250 kendte arter af karplanter, hvilket vil sige næsten 20 % af klodens samlede antal arter inden for denne gruppe. Samtidig har de også et usædvanligt højt antal sjældne og endemiske plantearter.
En stor del af de mediterrane økoregioners vegetationer er stedsegrønne med små, mørkegrønne blade, der er dækket af et ydre vokslag, sådan at de kan undgå sommerens udtørring.

## Vigtige plantesamfund
Denne biom omfatter følgende, vigtige plantesamfund:
- Skov: De mediterrane skove er almindeligvis sammensat af stedsegrønne træer, sådan som det kendes fra Middelhavsområdets ege- og fyrreskove, de blandede stedsegrønne skove i Californien, Eukalyptusskovene i Australien og Sydbøgskovene i det centrale Chile. Visse steder ses også rene nåletræskove. Skovene gindes ofte langs flodløbene, hvor de har adgang til mere vand i sommertiden.
- Skovsteppe: Områder, der er domineret af spredtstående ege, er typiske for både Middelhavsområdet og den californiske capparal. Ofte er de ledsaget af indblandede fyrretræer, eller deropstår en mosaik af områder med eg, afløst af andre områder med fyr.
- Savanne og græsområder: Tidligere var græsområdet i den californiske Central valley det største af sin art, men nu er store dele af de oprindeligt græsdækkede områder omdannet til landbrugsarealer. Det gælder overalt, hvor de engang har eksisteret.
- Kratområder: Kratlandskaberne består af tætte tykninger med stedsegrønne buske og småtræer. De kaldes henholdsvis chaparral (i Californien), matorral (Chile og Spanien), maki (Frankrig og andre steder i Middelhavsområdet), macchia (i Italien), fynbos (i Sydafrika) eller kwongan (i Australien). Visse steder ser buskvegetationen ud til at være klimaks for successionen, men de fleste steder er de resultatet af en nedslidning af oprindelige skove på grund af fældning, græsning, dyrkning og – især – brande.
- Dværgbuskheder: Buskhederne er mest almindelige langs kysterne, hvor arterne er tilpasset vindpåvirkning og et højt saltindhold i luften (havgus). Lave buskheder rundt om Middelhavet kaldes garrigue (Frankrig og det vestlige middelhavsområde), phrygana (Grækenland og det østlige middelhavsområde), tomillares (Spanien) og batha (i Israel). Visse dele af den californiske chapparal er egentlig dværgbuskhede, og det sammen gælder det såkaldte strandveld i Sydafrika, det kystnære mattoral i Chile og kwongan i det sydvestlige Australien.

Brande – både de spontane og de påsatte – har spillet en stor rolle ved skabelsen af middelhavsegnenes økoregioner. De varme og tørre somre gør hele regionen til en krudtønde. Mange af arterne er pyrofytter, dvs. tilpasset til brande med jævne mellemrum, for på den måde klargøres frøene til spiring, mineralerne omdannes til letopløselig aske og skyggende vegetation bliver fjernet. Både i Australien og Californien har de indfødte befolkninger brugt ild i stort omfang for at fjerne buske og træer, så der kunne skaffes plads og lys til græs og urter. Derved kunne områderne ernære en stor bestand af vildt eller plantearter, der var spiselige i sig selv. Den samme metode anvendes endnu i dag i visse egne af Middelhavsområdet for at skaffe græsning til fritgående kreaturer. Planterne i disse områder er tilpasset hyppige, menneskeskabte brande, der er grunden til, at træer og buske blev fortrængt. Efterhånden som brandbekæmpelsen bliver mere effektiv, opstår der utilsigtede virkninger i disse økoregioner: der opbygges en pulje af brændbart materiale, så når brandene endelig tager fat, bliver de mere ødelæggende. Desuden ser man, at når den naturlige succession får frit spil fordi afbrændingerne ophører, bliver buskområder og stedsegrøn skov igen dominerende i landskabet.
Middelhavsegnenes økoregioner er tørre og har ofte udpinte jorde, og det gør den sårbare over for den nedslidning, som skyldes tømmerhugst, overgræsning, indførelse af fremmede planter og ekstensiv korndyrkning. Disse regioner er også nogle af klodens mest udsatt med mange udryddede eller truede dyre- og plantearter.

## Placeringen af vegetationstyperne i denne biom

### Sydafrika
| Afrikas mediterrane skove, skovområder, og krat | Afrikas mediterrane skove, skovområder, og krat |
| ----------------------------------------------- | ----------------------------------------------- |
| Albany krat                                     | Sydafrika                                       |
| Lavlandsfynbos og renosterveld                  | Sydafrika                                       |
| Bjergfynbos og renosterveld                     | Sydafrika                                       |

### Australien
| Australasiens mediterrane skove, skovområder, og krat | Australasiens mediterrane skove, skovområder, og krat |
| ----------------------------------------------------- | ----------------------------------------------------- |
| Coolgardie skovområder                                | Australien                                            |
| Esperance mallee                                      | Australien                                            |
| Eyre og York mallee                                   | Australien                                            |
| Jarrah-Karri skov- og buskområder                     | Australien                                            |
| Kwongan heder                                         | Australien                                            |
| Mount Lofty skovområder                               | Australien                                            |
| Murray-Darling skov- og malleeområder                 | Australien                                            |
| Naracoorte skovområder                                | Australien                                            |
| Sydvestaustralsk savanne                              | Australien                                            |
| Sydvestaustralske skovområder                         | Australien                                            |

### Nordamerika
| Nordamerikas mediterrane skove, skovområder, og krat | Nordamerikas mediterrane skove, skovområder, og krat |
| ---------------------------------------------------- | ---------------------------------------------------- |
| Californisk chaparral og skovområder                 | Mexico, USA                                          |

### Sydamerika
| Sydamerikas mediterrane skove, skovområder, og krat | Sydamerikas mediterrane skove, skovområder, og krat |
| --------------------------------------------------- | --------------------------------------------------- |
| Chilensk matorral                                   | Chile                                               |

### Middelhavsområdet
| Middelhavsområdets mediterrane skove, skovområder, og krat                       | Middelhavsområdets mediterrane skove, skovområder, og krat                 |
| -------------------------------------------------------------------------------- | -------------------------------------------------------------------------- |
| Ægæiske og vesttyrkiske stedsegrønne og blandede skove                           | Grækenland, Makedonien, Tyrkiet                                            |
| Anatoliske blandede nåle- og løvfældende skove                                   | Tyrkiet                                                                    |
| Tørre skovområder og skove på de Kanariske øer                                   | Spanien                                                                    |
| Løvfældende og blandede skove på Korsika                                         | Frankrig                                                                   |
| Mediterrane skove på Kreta                                                       | Grækenland                                                                 |
| Mediterrane skove på Cypern                                                      | Cypern                                                                     |
| Blandede nåle-, stedsegrønne og løvfældende skove i det østlige Middelhavsområde | Israel, Jordan, Syrien, Tyrkiet                                            |
| Iberiske nåleskove                                                               | Portugal, Spanien                                                          |
| Iberiske stedsegrønne og delvist løvfældende skove Illyriske løvfældende skove   | Albanien, Bosnien og Hercegovina, Kroatien, Grækenland, Italien, Slovenien |
| Stedsegrønne og delvist løvfældende skove i Italien                              | Frankrig, Italien                                                          |
| Mediterrane acacia-argania tørre skovområder og sukkulentkrat                    | Marokko, De kanariske øer (Spanien)                                        |
| Mediterrane tørre skovområder og steppe                                          | Algeriet, Egypten, Libyen, Marokko, Tunesien                               |
| Mediterranean skovområder and skove                                              | Algeriet, Marokko, Tunesien                                                |
| Nordøstspanske og sydfranske, mediterrane skove                                  | Frankrig, Spanien                                                          |
| Nordvestiberiske bjergskove                                                      | Portugal, Spanien                                                          |
| Blandede skove på Pindusbjergene                                                 | Albanien, Grækenland, Makedonien                                           |
| Bjergskove i de sydlige Appeninerbjerge                                          | Italien                                                                    |
| Sydøstiberiske krat- and skovområder                                             | Spanien                                                                    |
| Sydanatolske bjergskove med nåle- og løvtræer                                    | Israel, Jordan, Syrien, Tyrkiet                                            |
| Sydvestiberiske, mediterrane stedsegrønne og blandede skove                      | Frankrig, Italien, Marokko, Portugal, Spanien                              |
| Tyrrensk-adriatiske stedsegrønne og blandede skove                               | Frankrig, Spanien                                                          |

## Eksterne links
- Mediterrane skove, skovområder, og krat – Global 200 økoregion fra WWF
- Oversigt over WWFs beskrivelser af økoregionens biomer (engelsk)
- Netværk for bevarelse af den mediterrane økoregion Arkiveret 30. september 2007 hos  Wayback Machine (engelsk)